# 菊田雅楽器店

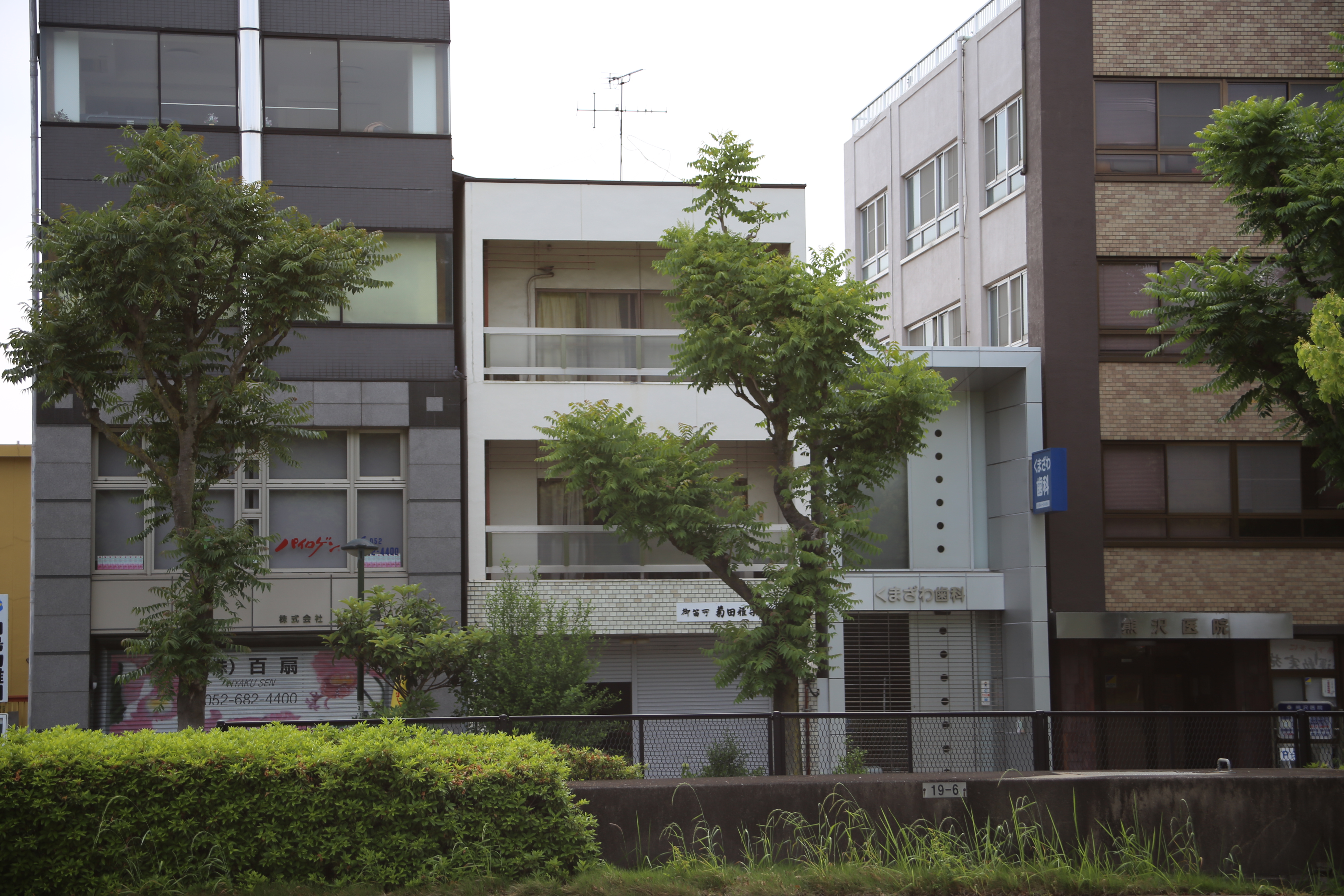
菊田雅楽器店（2015年5月）

菊田雅楽器店（きくたががっきてん）は、愛知県名古屋市熱田区にある楽器店。

## 概要
熱田神宮社家であった菊田金太夫（きんだゆう）が、1869年（明治2年）に神楽師から楽器製作者に転身して始めた店である。以後代々受け継がれ、先代の菊田金一郎（きんいちろう）（雅号：菊田束穂（つかほ））は、文化財保護法に基づく選定保存技術「雅楽管楽器製作修理」の保持者に認定されていた。
雅楽器のほかに、尾張を中心とした地域の祭礼で使われる神楽やお囃子の笛を数多く作っている。

## 所在地
愛知県名古屋市熱田区白鳥2丁目12-13北緯35度7分33.7秒 東経136度54分23.8秒 / 北緯35.126028度 東経136.906611度座標: 北緯35度7分33.7秒 東経136度54分23.8秒 / 北緯35.126028度 東経136.906611度